# اسپاتسویل، کنتاکی
اسپاتسویل (به انگلیسی: Spottsville) یک منطقهٔ مسکونی در ایالات متحده آمریکا است که در شهرستان هندرسون، کنتاکی واقع شده‌است. اسپاتسویل ۱٫۲۴ کیلومتر مربع مساحت و ۳۲۵ نفر جمعیت دارد و ۱۲۱٫۰۱ متر بالاتر از سطح دریا واقع شده‌است.